# احمدعلی‌خان غفاری فخرالممالک
احمدعلی خان غفاری   معروف به فخرالممالک از سیاستمداران ایرانی بود، که در دوره دوم بعنوان نماینده کاشان در مجلس شورای ملی حضور داشت.